# Kaffetjärnen (Jokkmokks socken, Lappland)
Kaffetjärnen är en sjö i Jokkmokks kommun i Lappland och ingår i Råneälvens huvudavrinningsområde. Kaffetjärnen ligger i Ranesvare Natura 2000-område.